# Little Woodcote
Little Woodcote é uma área no distrito londrino de Sutton e também no distrito londrino de Croydon, localizada no sudeste do distrito, ao sul de Woodcote Green e Carshalton on the Hill. Perto está o Oaks Park. A área faz parte do distrito de Carshalton South e Clockhouse Ward do distrito de Sutton.

## Little Woodcote State
O Little Woodcote State foi criado após a Primeira Guerra Mundial para fornecer "Lares para Heróis em Forma".

## Ônibus locais
As rotas de ônibus de Woodcote incluem 127, 166, 463, S4 (opera de segunda a sábado) e as rotas de ônibus escolares 612, 627 e 633.